# Поццуоло-дель-Фриули
Поццуоло-дель-Фриули (итал. Pozzuolo del Friuli) —  коммуна в Италии, располагается в регионе Фриули-Венеция-Джулия, в провинции Удине.
Население составляет 6934 человека (2008 г.), плотность населения составляет 196 чел./км². Занимает площадь 34 км². Почтовый индекс — 33050. Телефонный код — 0432.
Покровителем коммуны почитается святой апостол Андрей Первозванный, празднование 30 ноября.

## Демография
Динамика населения:

## Администрация коммуны
- Официальный сайт: http://www.comune.pozzuolo.udine.it